# Ditrichum
Ditrichum es un género de musgos perteneciente a la amilia Archidiaceae. Comprende 227 especies descritas y de estas solo 104  aceptadas.

## Taxonomía
El género fue descrito por Georg Ernst Ludwig Hampe y publicado en Flora 50: 181. 1867.

## Especies aceptadas
A continuación se brinda un listado de las especies del género Ditrichum aceptadas hasta febrero de 2015, ordenadas alfabéticamente. Para cada una se indica el nombre binomial seguido del autor, abreviado según las convenciones y usos.
- Ditrichum ambiguum
- Ditrichum apophysatum
- Ditrichum atlanticum
- Ditrichum aureum
- Ditrichum bogotense
- Ditrichum brachycarpum
- Ditrichum brachypodum
- Ditrichum brevidens
- Ditrichum brevirostre
- Ditrichum brevisetum
- Ditrichum brotherusii
- Ditrichum buchananii
- Ditrichum capillare
- Ditrichum colijnii
- Ditrichum conicum
- Ditrichum cornubicum
- Ditrichum crinale
- Ditrichum crispatissimum
- Ditrichum cylindricarpum
- Ditrichum cylindricum
- Ditrichum darjeelingense
- Ditrichum difficile
- Ditrichum divaricatum
- Ditrichum elatum
- Ditrichum ferrugineum
- Ditrichum flexicaule
- Ditrichum francii
- Ditrichum gemmiferum
- Ditrichum gracile
- Ditrichum hallei
- Ditrichum heteromallum
- Ditrichum hookeri
- Ditrichum hyalinocuspidatum
- Ditrichum hyalinum
- Ditrichum immersum
- Ditrichum itatiaiae
- Ditrichum javense
- Ditrichum laxissimum
- Ditrichum levieri
- Ditrichum lewis-smithii
- Ditrichum liliputanum
- Ditrichum lineare
- Ditrichum longisetum
- Ditrichum luteum
- Ditrichum macrorhynchum
- Ditrichum madagassum
- Ditrichum montanum
- Ditrichum pallidum
- Ditrichum pancheri
- Ditrichum paulense
- Ditrichum perporodictyon
- Ditrichum plagiacron
- Ditrichum plumbicola
- Ditrichum punctulatum
- Ditrichum pusillum
- Ditrichum rhynchostegium
- Ditrichum roivanenii
- Ditrichum rufo-aureum
- Ditrichum schimperi
- Ditrichum sekii
- Ditrichum sericeum
- Ditrichum spinulosum
- Ditrichum strictum
- Ditrichum subaustrale
- Ditrichum subcapillaceum
- Ditrichum submersum
- Ditrichum subrufescens
- Ditrichum subulatum
- Ditrichum tenuinerve
- Ditrichum tortipes
- Ditrichum tortuloides
- Ditrichum ulei
- Ditrichum validinervium
- Ditrichum zonatum